# Tipula lethe
Tipula lethe är en tvåvingeart som beskrevs av Alexander 1971. Tipula lethe ingår i släktet Tipula och familjen storharkrankar. Inga underarter finns listade i Catalogue of Life.